# Pappocricetodon
Genre
Pappocritetodon est un genre éteint de rongeurs de la famille des Muridae, vivant en Asie à l'Éocène supérieur (Priabonien), il y a environ 35 Ma (millions d'années).

## Liste des espèces
- † Pappocricetodon antiquus Wang & Dawson, 1994
- † Pappocricetodon kazakstanicus Emry, Tyutkova, Lucas & Wang, 1998
- † Pappocricetodon rencunensis Tong, 1992
- † Pappocricetodon schaubi (Zdansky, 1930)
- † Pappocricetodon siziwangqiensis[2] Li, Meng & Wang, 2016